# Lamorville
Lamorville est une commune française située dans le département de la Meuse, en région Grand Est.

## Géographie

### Localisation
La commune est à 1,3 km de Lavignéville, 5,3 de Valbois et 5,5 de Lacroix-sur-Meuse.

La commune fait partie du parc naturel régional de Lorraine.
| Seuzey             | Seuzey     | Dompierre-aux-Bois |
| Seuzey             | Lamorville | Dompierre-aux-Bois |
| Rouvrois-sur-Meuse | Valbois    | Valbois            |

### Géologie et relief
Hydrogéologie et climatologie : Système d’information pour la gestion des eaux souterraines du bassin Rhin-Meuse :
Territoire communal : Occupation du sol (Corinne Land Cover); Cours d'eau (BD Carthage),
Géologie : Carte géologique; Coupes géologiques et techniques,
 Hydrogéologie : Masses d'eau souterraine; BD Lisa; Cartes piézométriques.

### Sismicité
Commune située dans une zone 1 de sismicité très faible.

### Hydrographie
La commune est dans le bassin versant de la Meuse au sein du bassin Rhin-Meuse. Elle est drainée par le ruisseau la Creue, le ruisseau de la Bossemard, le ruisseau de Deux Noues et le ruisseau des Fontaines,,.
La Creuë, d'une longueur de 16 km, prend sa source dans la commune de Vigneulles-lès-Hattonchâtel et se jette  dans la Meuse à Maizey, après avoir traversé cinq communes. 

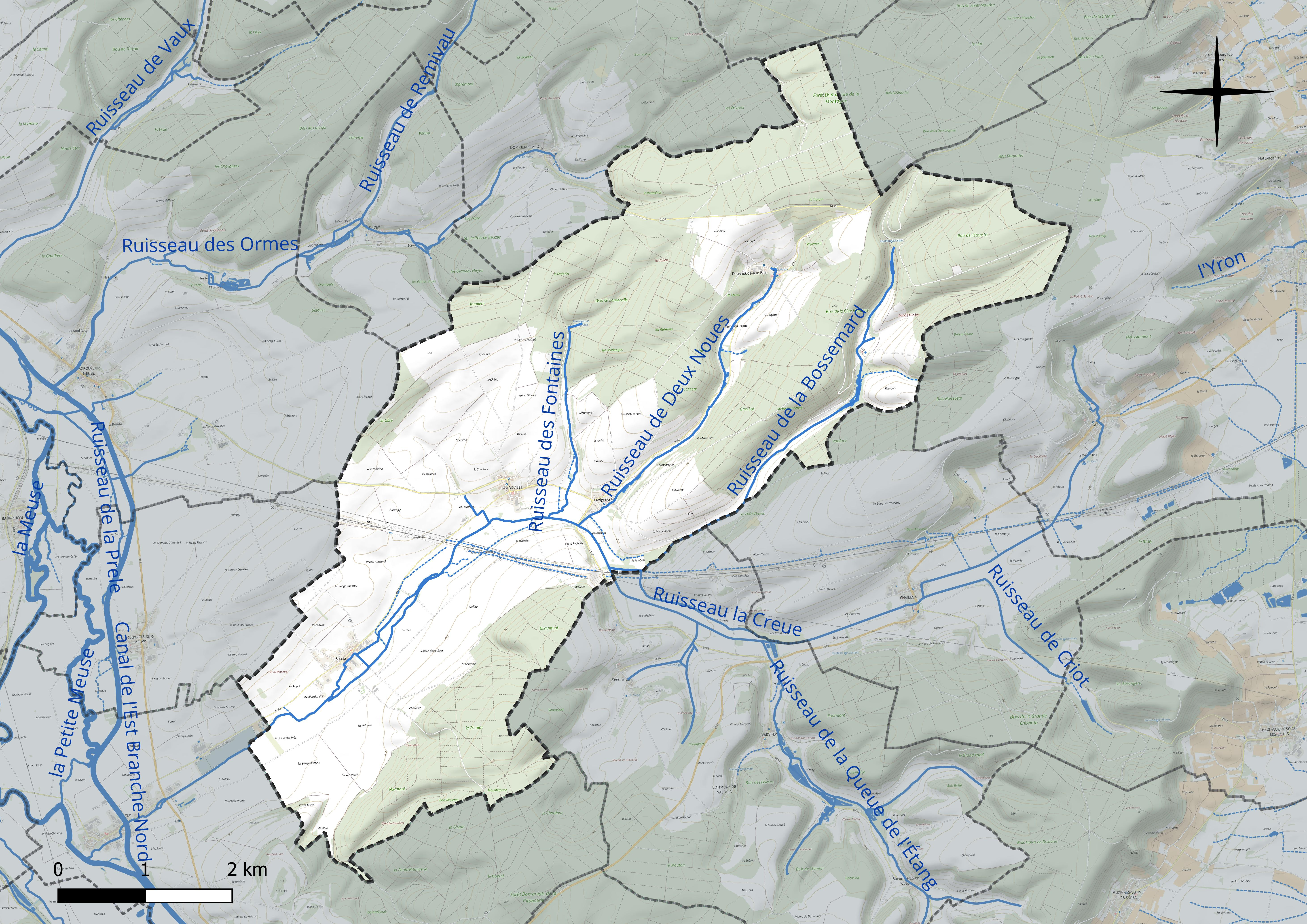
Réseau hydrographique de Lamorville.

### Climat
Pour des articles plus généraux, voir Climat du Grand Est et Climat de la Meuse.
En 2010, le climat de la commune est de type climat de montagne, selon une étude du Centre national de la recherche scientifique s'appuyant sur une série de données couvrant la période 1971-2000. En 2020, Météo-France publie une typologie des climats de la France métropolitaine dans laquelle la commune est exposée à un climat océanique altéré et est dans la région climatique  Lorraine, plateau de Langres, Morvan, caractérisée par un hiver rude (1,5 °C), des vents modérés et des brouillards fréquents en automne et hiver. 
Pour la période 1971-2000, la température annuelle moyenne est de 9,6 °C, avec une amplitude thermique annuelle de 16 °C. Le cumul annuel moyen de précipitations est de 966 mm, avec 13,6 jours de précipitations en janvier et 9,5 jours en juillet. Pour la période 1991-2020, la température moyenne annuelle observée sur la station météorologique de Météo-France la plus proche, « Nonsard », sur la commune de Nonsard-Lamarche à 14 km à vol d'oiseau, est de 10,7 °C et le cumul annuel moyen de précipitations est de 690,8 mm. 
La température maximale relevée sur cette station est de 40,1 °C, atteinte le 25 juillet 2019 ; la température minimale est de −17 °C, atteinte le 1er mars 2005,,. 
Les paramètres climatiques de la commune ont été estimés pour le milieu du siècle (2041-2070) selon différents scénarios d'émission de gaz à effet de serre à partir des nouvelles projections climatiques de référence DRIAS-2020. Ils sont consultables sur un site dédié publié par Météo-France en novembre 2022.

## Urbanisme

### Typologie
Au 1er janvier 2024, Lamorville est catégorisée commune rurale à habitat dispersé, selon la nouvelle grille communale de densité à sept niveaux définie par l'Insee en 2022.
Elle est située hors unité urbaine. Par ailleurs la commune fait partie de l'aire d'attraction de Saint-Mihiel, dont elle est une commune de la couronne,. Cette aire, qui regroupe 17 communes, est catégorisée dans les aires de moins de 50 000 habitants,.

### Occupation des sols
L'occupation des sols de la commune, telle qu'elle ressort de la base de données européenne d’occupation biophysique des sols Corine Land Cover (CLC), est marquée par l'importance des forêts et milieux semi-naturels (51,1 % en 2018), une proportion sensiblement équivalente à celle de 1990 (51,3 %). La répartition détaillée en 2018 est la suivante : 
forêts (50,1 %), terres arables (38,7 %), prairies (10 %), milieux à végétation arbustive et/ou herbacée (1 %), zones agricoles hétérogènes (0,2 %). L'évolution de l’occupation des sols de la commune et de ses infrastructures peut être observée sur les différentes représentations cartographiques du territoire : la carte de Cassini (XVIIIe siècle), la carte d'état-major (1820-1866) et les cartes ou photos aériennes de l'IGN pour la période actuelle (1950 à aujourd'hui).

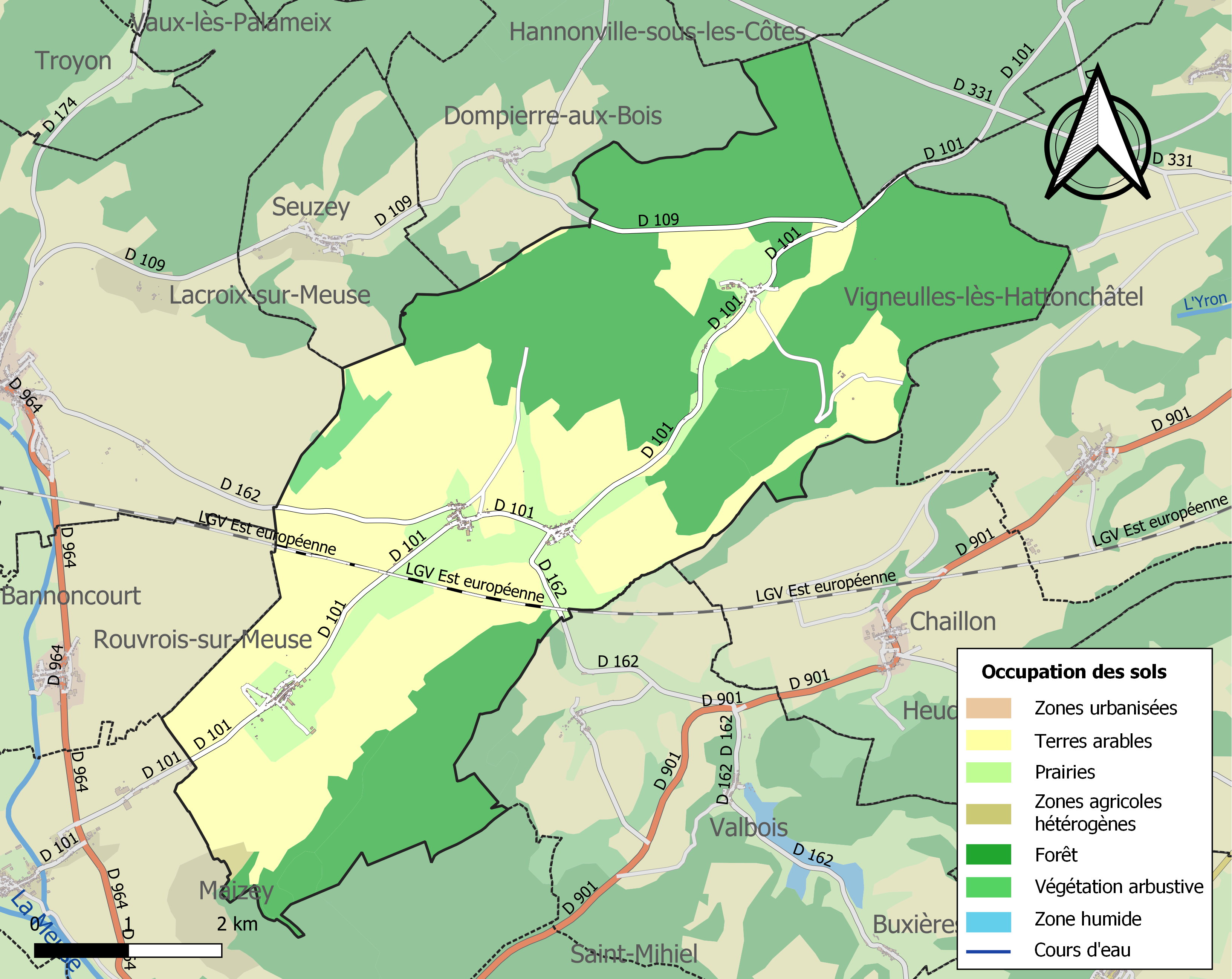
Carte des infrastructures et de l'occupation des sols de la commune en 2018 (CLC).

### Voies de communications et transports

#### Voies routières
- D162 vers Lacroix-sur-Meuse, Lavignéville, Valbois[20].
- D101 vers Saint-Maurice-sous-les-Côtes.

#### Transports en commun
- Fluo Grand Est.

##### SNCF

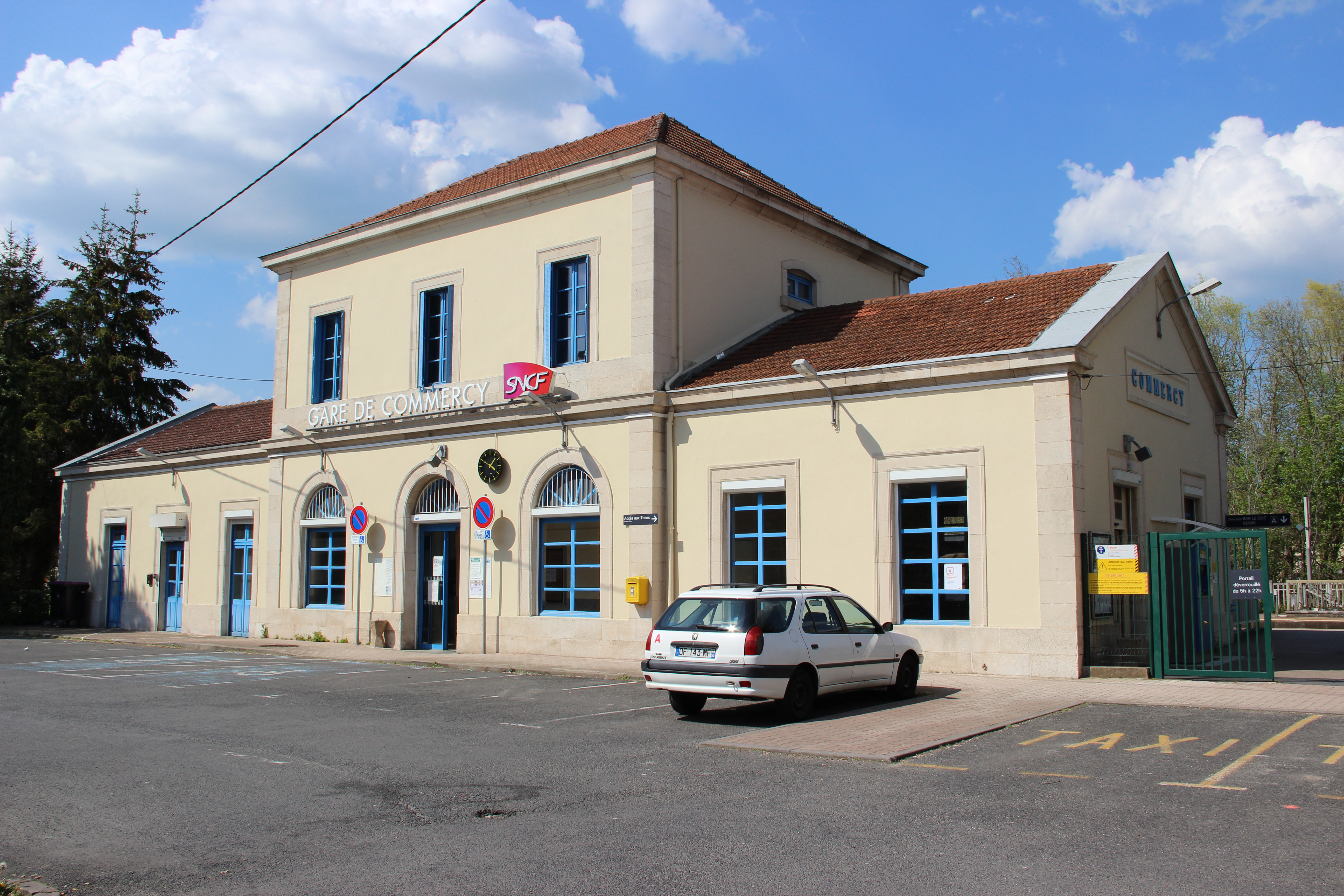
Gare de Commercy.

- Gare de Commercy,
- Gare de Meuse TGV,
- Gare de Verdun,
- Gare d'Étain.

## Toponymie
Le nom de la localité est attesté sous les formes Maurivilla (915) ; Marivilla (973) ; Morvilla (952) ; Manorvilla (1015) ; Mervilla (1061) ; Mauri-villa (1106) ; Morivilla (1179) ; La Morville (1642).

## Histoire
Le 1er janvier 1973, Lamorville fusionne avec Deuxnouds-aux-Bois, Lavignéville et Spada sous le régime de la fusion-association.
La commune a été décorée de la croix de guerre 1914-1918 avec palme de bronze. Citation à l'ordre de l'Armée 24 mars 1921.

## Politique et administration
| Période                                  | Période   | Identité           | Étiquette | Qualité        |
| ---------------------------------------- | --------- | ------------------ | --------- | -------------- |
| Les données manquantes sont à compléter. |           |                    |           |                |
| mars 2001                                | mars 2008 | Jean-Pierre Mampey |           |                |
| mars 2008                                | mars 2014 | Bruno Javaux       |           |                |
| mars 2014                                | mai 2020  | Yves Gascon        |           |                |
| mai 2020                                 | En cours  | Jean-Luc Lemercier |           | Ancien ouvrier |

### Intercommunalité
Commune membre de la Communauté de communes Côtes de Meuse Woëvre.

### Budget et fiscalité 2021
En 2021, le budget de la commune était constitué ainsi :
- total des produits de fonctionnement : 375 000 €, soit 1 267 € par habitant ;
- total des charges de fonctionnement : 778 000 €, soit 2 627 € par habitant ;
- total des ressources d'investissement : 50 €, soit 170 € par habitant ;
- total des emplois d'investissement : 171 000 €, soit 578 € par habitant ;
- endettement : 5 000 €, soit 16 € par habitant.

Avec les taux de fiscalité suivants :
- taxe d'habitation : 6,97 % ;
- taxe foncière sur les propriétés bâties :27,53 % ;
- taxe foncière sur les propriétés non bâties :4,05 % ;
- taxe additionnelle à la taxe foncière sur les propriétés non bâties :43,61 % ;
- cotisation foncière des entreprises : 6,13 %.

Chiffres clés Revenus et pauvreté des ménages en 2020 : médiane en 2020 du revenu disponible, par unité de consommation : 21 660 €.

## Population et société

### Démographie

#### Évolution démographique
L'évolution du nombre d'habitants est connue à travers les recensements de la population effectués dans la commune depuis 1793. Pour les communes de moins de 10 000 habitants, une enquête de recensement portant sur toute la population est réalisée tous les cinq ans, les populations de référence des années intermédiaires étant quant à elles estimées par interpolation ou extrapolation. Pour la commune, le premier recensement exhaustif entrant dans le cadre du nouveau dispositif a été réalisé en 2007.

En 2022, la commune comptait 276 habitants, en évolution de −3,5 % par rapport à 2016 (Meuse : −4,4 %, France hors Mayotte : +2,11 %).
| 1793 | 1800 | 1806 | 1821 | 1831 | 1836 | 1841 | 1846 | 1851 |
| ---- | ---- | ---- | ---- | ---- | ---- | ---- | ---- | ---- |
| 274  | 313  | 352  | 318  | 350  | 366  | 358  | 348  | 347  |

| 1856 | 1861 | 1866 | 1872 | 1876 | 1881 | 1886 | 1891 | 1896 |
| ---- | ---- | ---- | ---- | ---- | ---- | ---- | ---- | ---- |
| 341  | 339  | 359  | 339  | 310  | 312  | 286  | 264  | 258  |

| 1901 | 1906 | 1911 | 1921 | 1926 | 1931 | 1936 | 1946 | 1954 |
| ---- | ---- | ---- | ---- | ---- | ---- | ---- | ---- | ---- |
| 254  | 226  | 219  | 152  | 111  | 110  | 113  | 105  | 102  |

| 1962 | 1968 | 1975 | 1982 | 1990 | 1999 | 2006 | 2007 | 2012 |
| ---- | ---- | ---- | ---- | ---- | ---- | ---- | ---- | ---- |
| 95   | 94   | 290  | 258  | 274  | 292  | 285  | 284  | 286  |

| 2017 | 2022 | - | - | - | - | - | - | - |
| ---- | ---- | - | - | - | - | - | - | - |
| 288  | 276  | - | - | - | - | - | - | - |

### Enseignement
Établissements d'enseignements :
- Écoles maternelles et primaires à Lacroix-sur-Meuse, Saint-Maurice-sous-les-Côtes, Saint-Mihiel, Thillot, Vigneulles-lès-Hattonchâtel,
- Collèges à Saint-Mihiel, Fresnes-en-Woëvre, Ancemont, Thiaucourt-Regniéville,
- Lycées à  Commercy, Verdun.

### Santé
Professionnels et établissements de santé :
- Médecins à Lacroix-sur-Meuse, Saint-Mihiel, Les Paroches, Fresnes-en-Woëvre,
- Pharmacies à Lacroix-sur-Meuse, Saint-Mihie, Fresnes-en-Woëvre, Dieue-sur-Meuse,
- Hôpitaux à Saint-Mihiel, Commercy,

### Cultes
- Culte catholique, Paroisse Sainte-Croix Centre Meuse et ses 26 communes[33], Diocèse de Verdun.

## Économie

### Entreprises et commerces

#### Agriculture
- Culture et élevage associés.
- Élevage d'autres bovins et de buffles.
- Élevage d'autres animaux.
- Culture de céréales, de légumineuses et de graines oléagineuses.
- Reproduction de plantes.

#### Tourisme
- Hébergement touristique et autre hébergement de courte durée.
- Chambres d'hôtes.
- Gîtes ruraux.

#### Commerces
- Commerces et services de proximité.

## Culture locale et patrimoine

### Lieux et monuments

Vallon de l'Etanche.
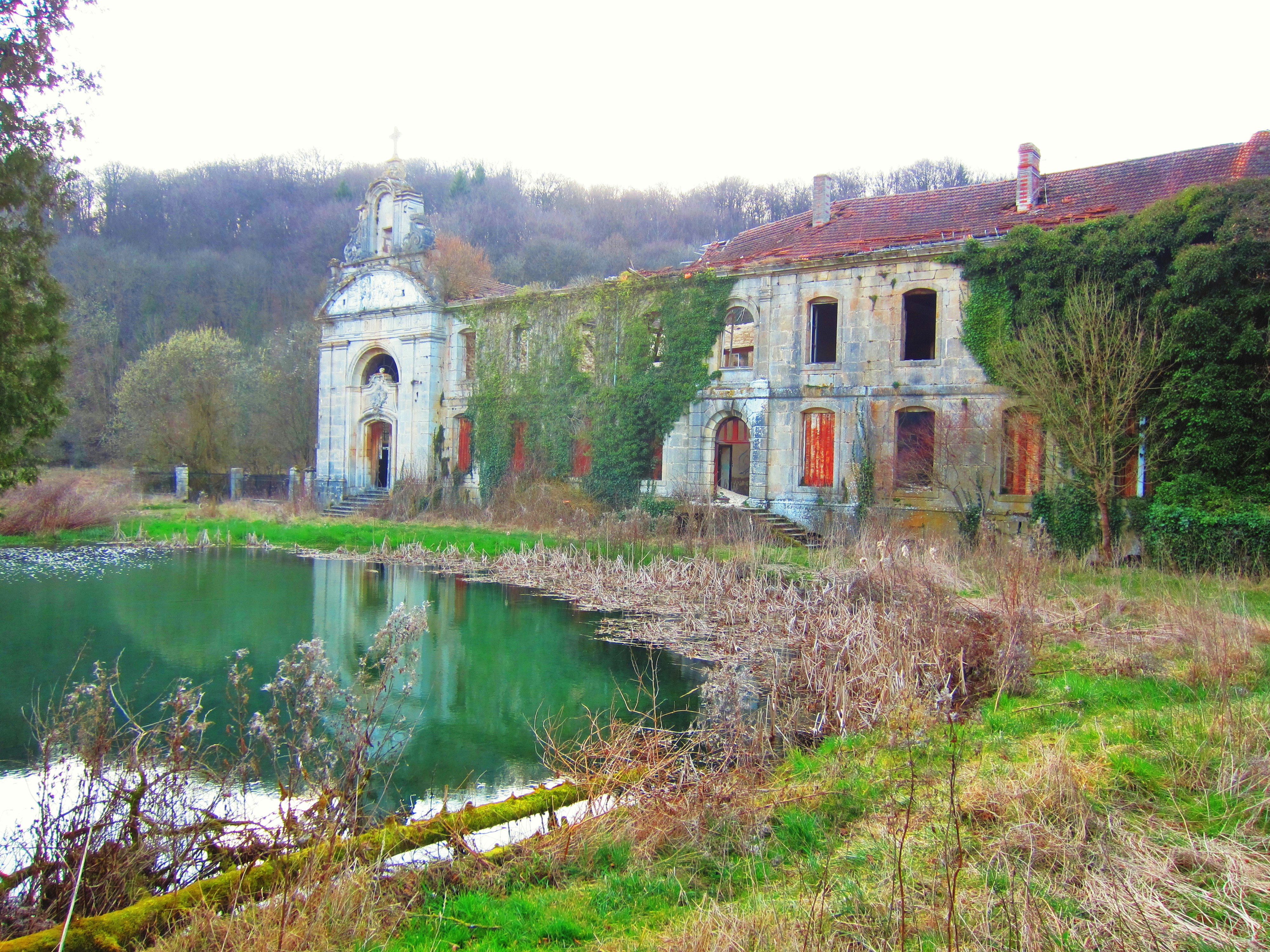
Notre-Dame de l'Étanche.
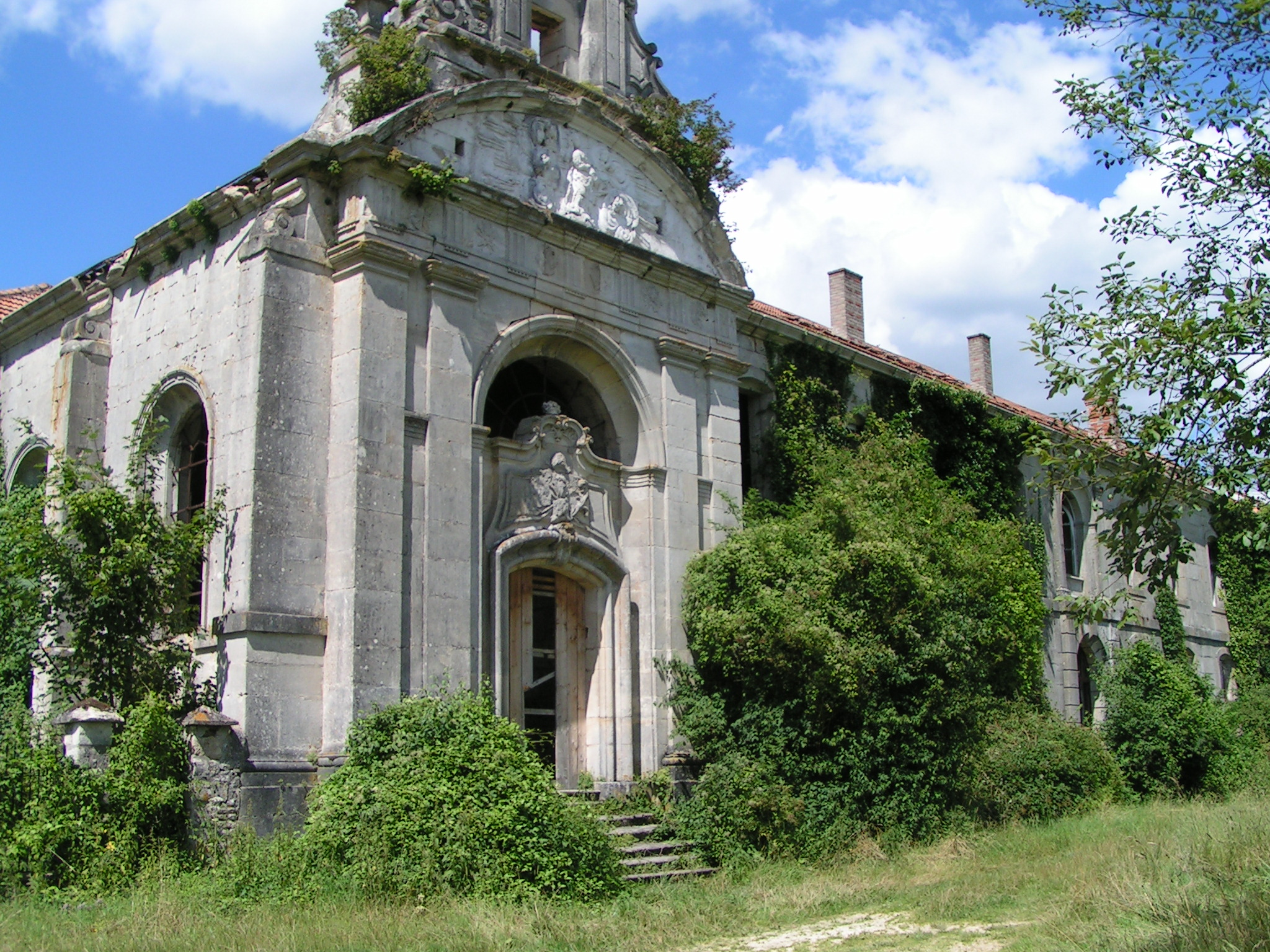
Façade principale de l'abbaye de l'Etanche.
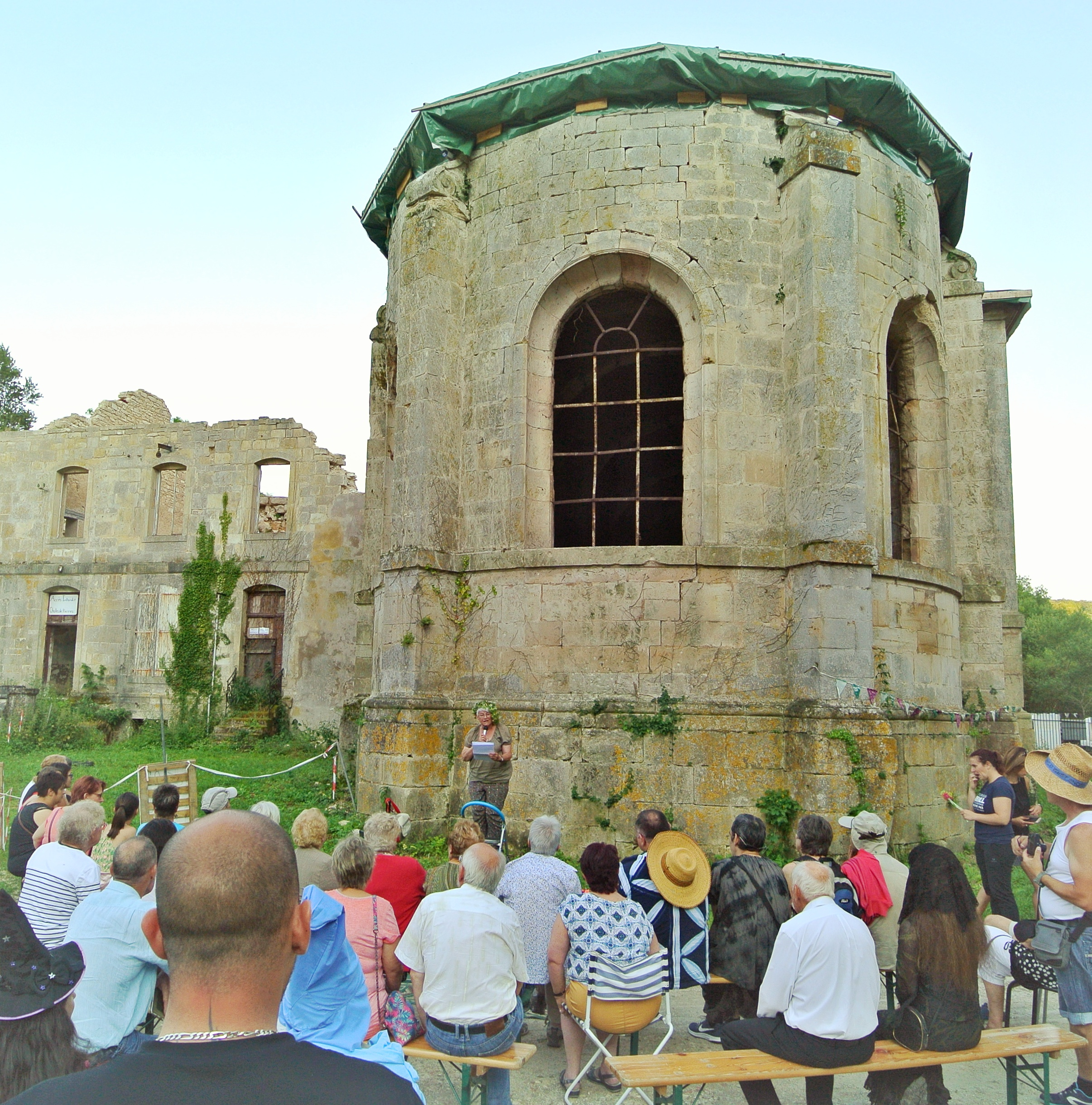
Couverture provisoire de la chapelle grâce aux dons publics et privés.
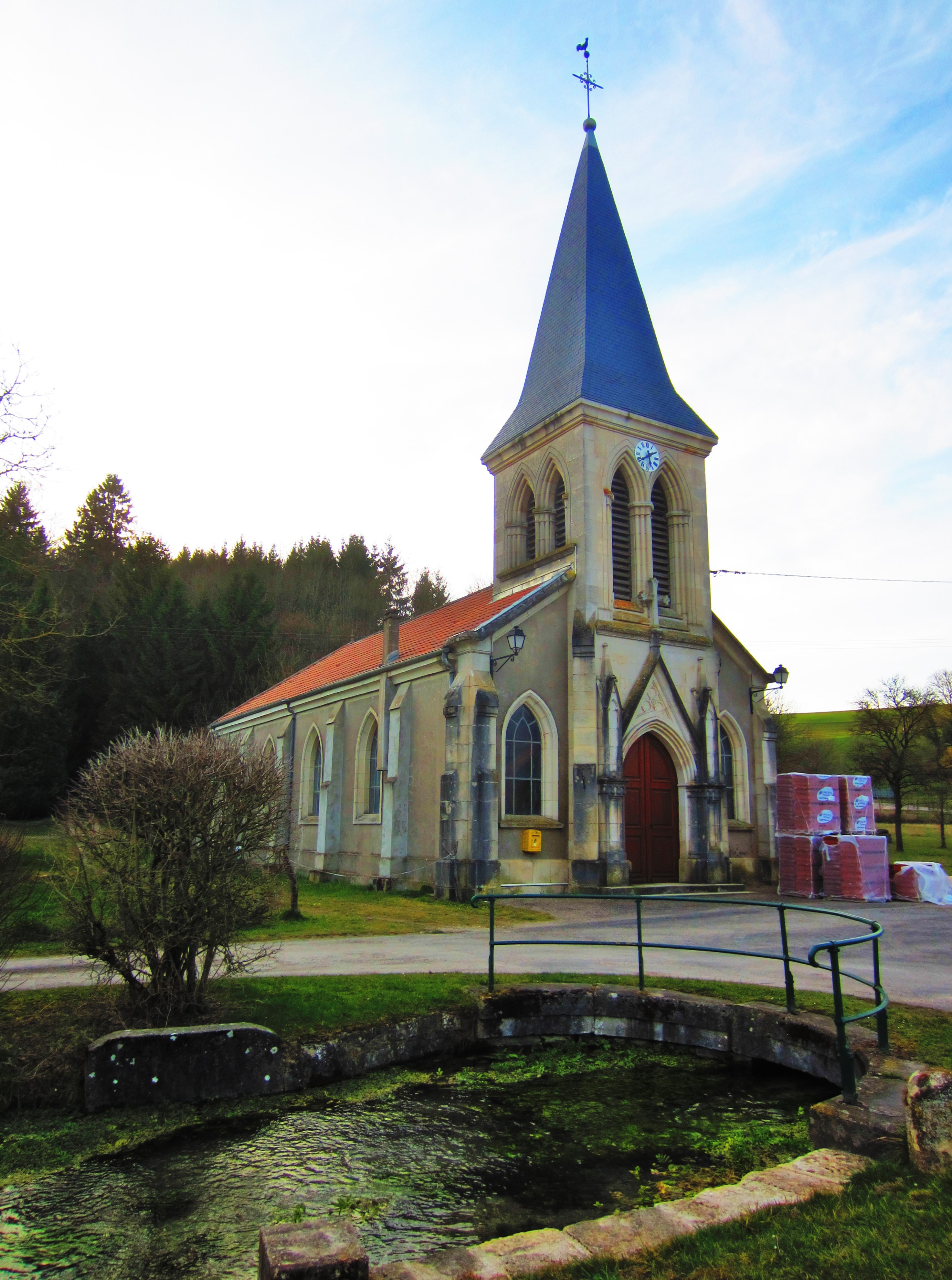
Deuxnouds-aux-Bois.Église.
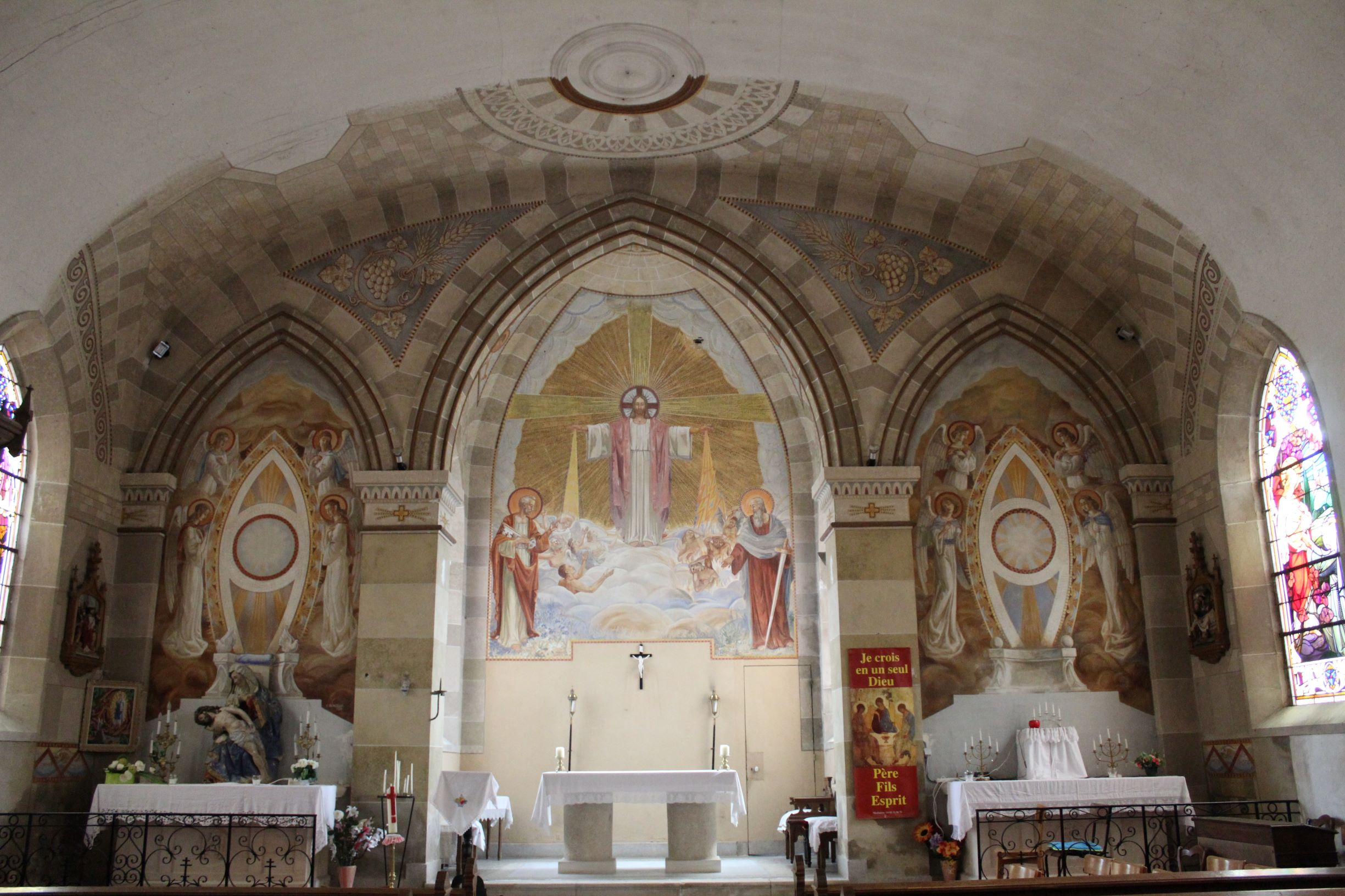
Abside de l'église Saint-Pierre de Spada.

- Ancienne abbaye de l'Étanche[34],[35].
- Église Sainte-Marie-Madeleine de Lamorville, construite vers 1760, relevée sur ses fondations en 1922[36].
- Église Saint-Martin de Deuxnouds-aux-Bois XIXe siècle, endommagée en 1914-1918 et réparée en 1924[37].
- Église Sainte-Lucie de Lavignéville, construite en 1842, relevée sur les murs de l'ancienne en 1924.
- Église Saint-Pierre de Spada, reconstruite sur ses fondations en 1924[38].
- À proximité du village de Deuxnouds-aux-Bois[39], ancienne abbaye prémontrée de Notre-Dame de l'Étanche inscrite sur l'Inventaire supplémentaire des monuments historiques depuis 1984[40].
- Monument aux morts[41] : Conflits commémorés : Guerre franco-allemande de 1914-1918.
- Monuments commémoratifs[42].
- Vallon de l'Etanche[43].

### Héraldique
| Blason de Lamorville | Blason  | De sable à deux fasces d'argent chargées de deux lions léopardés de gueules ; au chef d'or à la bande d'azur chargée de trois monts isolés d'argent à plomb accompagnée de deux couronnes de laurier de sinople. |
| Blason de Lamorville | Détails | Création François Meyer. Utilisé par la commune depuis 2010. |